# Julio Murillo
Julio Murillo (São Paulo, 1957) es un escritor español, nacido en São Paulo, Brasil, hijo de padres españoles, se mudó a España a la edad de cuatro años. Se ha desempeñado como periodista, publicista, productor de radio, gerente de marketing y consultor creativo. Es más conocido como novelista histórico, y sus seis novelas de este género (comenzando con Las lágrimas de Karseb) han sido bien recibidas. Ganó el Premio de Novela Histórica Alfonso X El Sabio en 2008 por su novela Shangri-la: La cruz bajo la Antártida.
Actualmente vive en Santa María de Palautordera.

## Premios
- 2005 - Nominado al Premio de Novela Histórica Alfonso X El Sabio por Las lágrimas de Karseb: Constantinopla 1453
- 2008 - Ganador del Premio de Novela Histórica Alfonso X El Sabio for Shangri-la. La cruz bajo la Antártida
- 2008 - Nominado a la IV Edición del Premio Novela Histórica Ciudad de Zaragoza for El agua y la tierra